# Огублений голосний заднього ряду низького підняття
Огублений голосний заднього ряду низького піднесення (англ. Open back rounded vowel) — один з голосних звуків, тринадцятий з основних голосних звуків. Інколи називається огубленим заднім низьким голосним.
- У Міжнародному фонетичному алфавіті позначається як [ɒ].
- У Розширеному фонетичному алфавіті SAM позначається як [Q].